# Troisième Docteur
Le Troisième Docteur est la troisième incarnation du Docteur, le personnage principal de la série télévisée britannique de science-fiction Doctor Who. Il est incarné par Jon Pertwee, un acteur britannique, entre 1970 et 1974. Son ère est marquée par son exil sur Terre, au cours duquel il travaille pour U.N.I.T, jusqu'à la fin de l'épisode The Three Doctors.
Au cours de ses aventures, il est accompagné par le Docteur Elizabeth Shaw (Caroline John), le Brigadier Lethbridge-Stewart (Nicholas Courtney), Joséphine Grant (Katy Manning) et Sarah Jane Smith (Elisabeth Sladen).

## Histoire du personnage

### Saison 7 (1970)
À la suite de l'exil du Docteur sur Terre par les Seigneurs du Temps dans The War Games, son TARDIS ne fonctionne plus (le code de dématérialisation a été modifié par ces derniers). Au début de Spearhead from Space, le Docteur, confus par la régénération, s'effondre dans une forêt en Angleterre, et est retrouvé et transporté dans un hôpital où il reçoit la visite du Brigadier Lethbridge-Stewart, qu'il avait rencontré dans The Web of Fear (1968). Ce dernier ne le reconnaît pas, mais finit par comprendre qu'il s'agit bel et bien du Docteur : son système cardiaque est complètement différent de celui des humains, il possède son TARDIS et dit le connaître. Le Brigadier présente Elizabeth Shaw au Docteur, et les deux scientifiques vont réussir à repousser une invasion des Autons, créatures de plastique. Au terme de cette première aventure, le Docteur propose de travailler comme scientifique à U.N.I.T, à condition qu'il puisse travailler avec Liz Shaw.
Dans l'épisode suivant, Doctor Who and the Silurians, U.N.I.T. doit enquêter sur un réacteur nucléaire, sujet à des coupures, et dont les employés subissent des maux de tête récurrents. Le Docteur, Liz et le Brigadier vont sur le terrain et vont découvrir que ce problème est lié aux Siluriens, une race primitive reptilienne, qui sont les premiers habitants de la Terre avant l'arrivée des humains. Ces Siluriens veulent faire du mal à la race humaine (ils tuent plusieurs personnes de U.N.I.T. par exemple). Le Docteur tente de négocier une trêve avec le chef des Siluriens, mais les collaborateurs de ce dernier ne sont pas du même avis et veulent décimer la race humaine, pour se venger d'avoir perdu leur territoire. Les Siluriens injectent un virus au Major Baker de U.N.I.T. afin qu'il contamine tout son peuple, ce qui fonctionne : la maladie se propage. Le Docteur, grâce à l'aide du chef des Siluriens (qui a des intentions pacifiques) et à l'assistance d'Elizabeth Shaw, réussit à concocter un antidote, avant de se faire enlever par deux Siluriens, qui veulent que le Docteur les aide à mettre en place une machine qui détruirait la couche d'ozone, tuant ainsi tous les êtres humains. Le Docteur ne coopère pas et faire croire aux Siluriens qu'il va irradier leur territoire pendant une cinquantaine d'années, ce qui les fait fuir vers leurs capsules cryogéniques. Le Brigadier, une fois que tous les humains sont sortis, fait bombarder la zone des Siluriens.

### Saison 8 (1971)

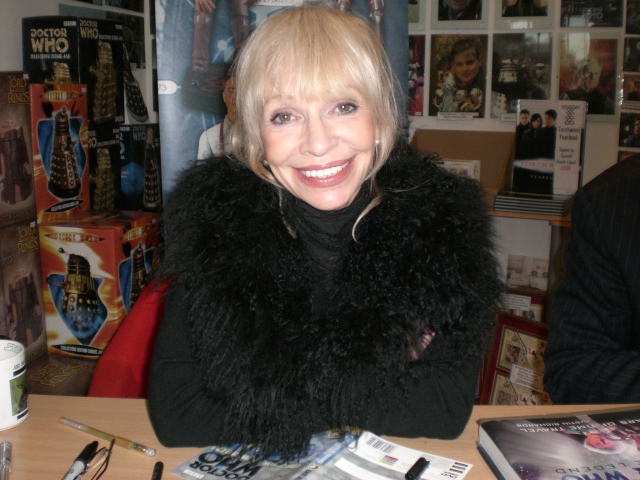
Katy Manning, l'interprète de Joséphine « Jo » Grant.

Le premier arc de la saison 8, Terror of the Autons, marque la première apparition de Jo Grant, assistante du Docteur (incarnée par Katy Manning) ainsi que du Maître (incarné alors par Roger Delgado), un Seigneur du Temps renégat.

### Saison 10 (1973)
Dans The Three Doctors, avec ses deux incarnations précédentes, le premier et le deuxième Docteur, ils arrivent ensemble à sauver Gallifrey, leur planète natale, de la destruction. Il n'est donc plus exilé et peut donc reprendre comme il le veut ses voyages spatio-temporels.
Lors du sixième épisode du cinquième et dernier arc de la saison, The Green Death, Jo Grant décide de quitter U.N.I.T. et accepte la demande en mariage du Professeur Clifford Jones, et accepte de le suivre dans une expédition à l'étranger. Lors d'une fête improvisée à l'occasion, le Docteur offre à Jo un cristal de Metabilis III comme cadeau de mariage. Jo lui demande de « ne pas partir trop loin » et de « revenir [la] voir un jour ». Le Docteur boit un verre d'alcool, puis envoie Jo lui chercher un morceau de gâteau. Il profite alors qu'elle ne le regarde pas pour s'éclipser, et il repart ainsi seul, au volant de Bessie alors que le soleil est en train de se coucher. Il semble assez triste. Cet épisode marque alors la fin de la dixième saison de la série.

### Saison 11 (1974)

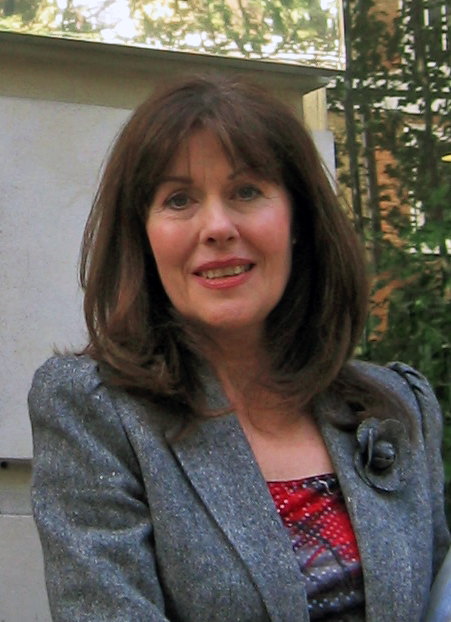
Elisabeth Sladen, l'interprète de Sarah Jane Smith, en 2003.

Dans le premier arc de la saison 11, The Time Warrior, le Docteur rencontre Sarah Jane Smith, une journaliste qui deviendra sa compagne dans l'arc suivant, Invasion of the Dinosaurs.

### Dimensions in Time(1993)
L'épisode Dimensions in Time, célébrant le 30e anniversaire de la série, marque la dernière apparition de Jon Pertwee dans le rôle du Troisième Docteur (il décéda trois ans plus tard, en 1996). Malgré le fait que le caractère canonique de l'épisode soit remis en question, on peut y voir les Troisième, Quatrième, Cinquième, Sixième et Septième Docteurs affronter la Rani avec leurs compagnons. La Rani a piégé les Docteurs et leurs compagnons dans une boucle temporelle de 20 ans dans le quartier fictif d'Albert Square (de la série EastEnders), les forçant à changer constamment d'apparence et d'époque. Le Troisième Docteur se retrouve donc aux côtés de Sarah Jane Smith, Liz Shaw, Mike Yates et enfin Victoria Waterfield.
Il reprend ensuite l'apparence du Septième Docteur, incarné par Sylvester McCoy.

## Casting et réception

### Casting
Après que Patrick Troughton a annoncé en janvier 1969 son départ de la série, l'équipe de production s'est mise à chercher un nouvel interprète pour jouer le Docteur. Ron Moody avait été suggéré à l'époque (notamment grâce à son succès dans la comédie musicale Oliver!), mais l'acteur a refusé. Il a avoué plus tard avoir regretté ce refus. Finalement, Richard Stone, l'agent de Jon Pertwee, contacta Peter Bryant, producteur de la série. L'acteur a été annoncé comme étant la nouvelle incarnation du Docteur le 17 juin 1969.
Jon Pertwee décide de quitter Doctor Who à la fin de la saison 11 en 1974. Il a révélé plus tard que la véritable raison de son départ était le décès tragique de son ami Roger Delgado, qui jouait le Maître, ainsi que le départ de Barry Letts et Terrance Dicks. Sean Sutton, cadre à la BBC, lui a néanmoins proposé de revenir pour une dernière saison en 1975, mais l'acteur lui a affirmé qu'il n'accepterait que s'il était augmenté, ce que la BBC a refusé.

### Réception
Morgan Jeffery, dans un article pour Digital Spy, juge que la « figuré d'autorité » qu'incarnait le Troisième Docteur était ce dont la série avait besoin à l'époque. Il juge la performance de Jon Pertwee comme étant « audacieuse ». Andrew Blair de Den of Geek décrit le Troisième Docteur comme « un homme d'action », un « dandy » ou encore un « Bouddhiste ». Kyle Anderson de Nerdist reprend l'expression « homme d'action » pour décrire le Troisième Docteur, en le mettant ainsi en opposition aux Premier et Deuxième Docteurs. Il nuance tout de même son propos, en disant que de prime abord, l'on pouvait avoir des doutes quant au choix de Jon Pertwee pour incarner le Docteur, étant donné qu'il était connu pour ses rôles dans des comédies. Finalement, il le décrit comme étant « sérieux, mais avec une étincelle dans les yeux et un goût prononcé pour l'aventure ».

## Personnalité et apparence

### Personnalité
Le Troisième Docteur était un homme d'action chic, pimpant, qui avait des facilités dans la technologie et qui pratiquait de l'Aïkido Vénusien (de la planète Vénus). Scientifique de passion, il s'occupait d'un laboratoire de U.N.I.T. dans lequel il avait fait venir son TARDIS. C'est la première incarnation à avoir un emploi dans la série. Dans son temps libre, il appréciait conduire différents véhicules, dont notamment « Bessie », sa voiture préférée, d'une couleur jaune-canari. Le Premier Docteur (William Hartnell), lorsqu'il rencontra ses deux futures incarnations, décrit le Troisième Docteur comme étant un « dandy ». Ce dernier avait une relation difficile avec le Deuxième Docteur (Patrick Troughton), son prédécesseur. Ils aimaient se taquiner : par exemple, le Deuxième Docteur surnomme son successeur « pantalon fantaisiste ».
Si cette incarnation du Docteur pouvait être très affectueux envers les personnes avec qui il travaillait (comme Jo Grant, par exemple, incarnée par Katy Manning, qui affirme qu'il y avait un « lien émotionnel très fort » entre les deux personnages), il arrivait aussi que le Troisième Docteur fasse preuve de peu de patience face aux militaires (voir par exemple sa relation parfois conflictuelle avec le Brigadier Lethbridge-Stewart au début) : à la fin d'Inferno, le Docteur décide de partir car il en a assez du Brigadier Lethbridge-Stewart. Il s'avère que le secret du TARDIS ayant été enlevé de son cerveau à la fin de The War Games (1969), il a juste été téléporté quelques secondes dans le futur, à quelques mètres de là. Les deux finiront par devenir amis, et le Brigadier rencontrera les futures incarnations du Docteur.

### Apparence

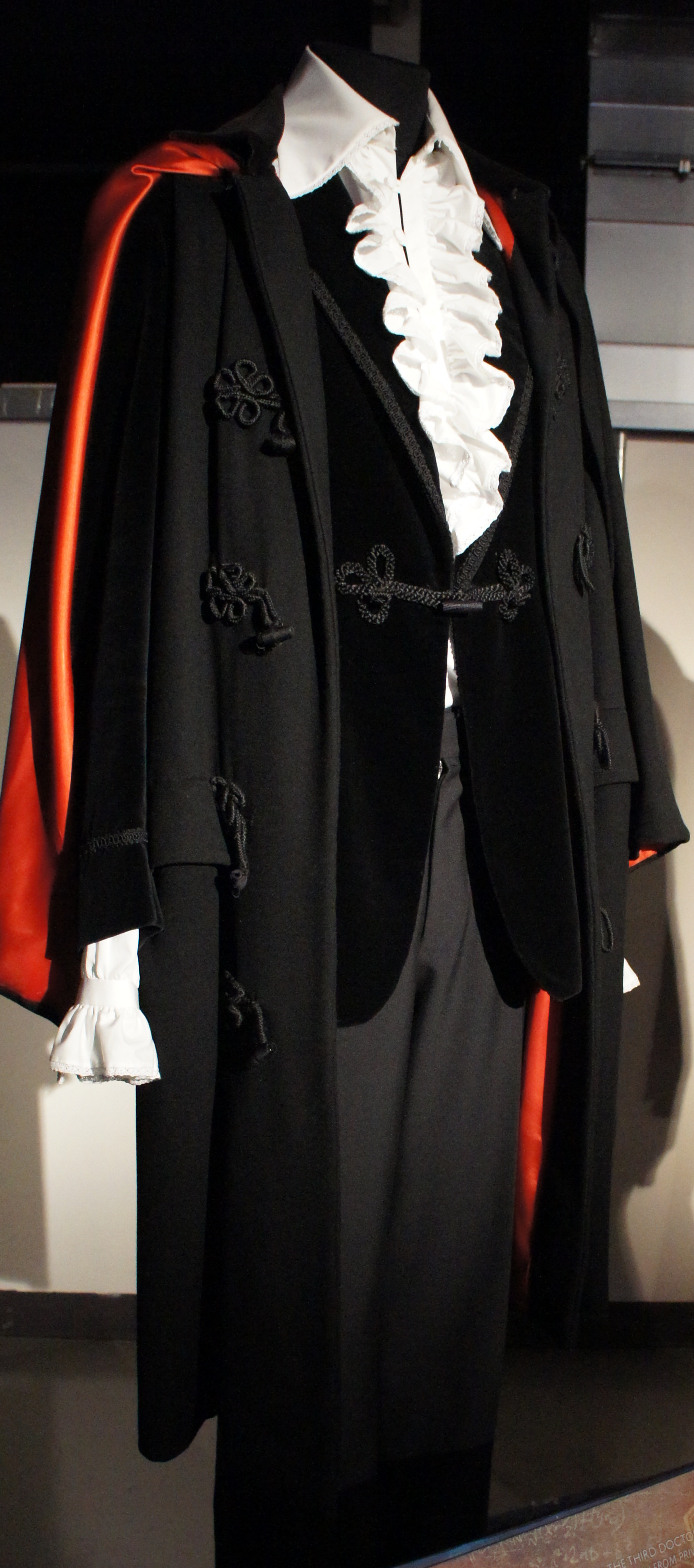
Costume du Troisième Docteur.

En 1969, Jon Pertwee est apparu à une conférence de presse pour le Radio Times dans une tenue qu'il jugeait « suffisamment excentrique ». Cette tenue est restée dans la mémoire de Barry Letts, le producteur, ce qui a inspiré l'équipe d'habillage pour faire la tenue du Troisième Docteur. Au cours de ses deux premières saisons, il portait une cape noire à l'intérieur rouge au-dessus d'une veste de smoking noire et une chemise à « froufrou ». Lors de la saison 8 en 1971, Ken Trew a modifié la tenue du Docteur, et il s'est mis à porter une veste rouge, avec une cape noire à l'intérieur violet. Dans ses deux dernières saisons, les couleurs de sa tenue changeait d'histoire en histoire, même si la tenue de base restait intacte.
Dans son premier épisode, Spearhead from Space, le Docteur prend une douche, et on peut voir un tatouage de serpent sur son bras. Même si Jon Pertwee l'a obtenu lorsqu'il a servi dans la Royal Navy, une raison inhérente à la série a été fournie par le roman Christmas on a Rational Planet : il s'agit d'un symbole d'exil pour les Seigneurs du Temps. Ce tatouage a disparu à la fin de The Three Doctors, lorsque les Seigneurs du Temps mettent fin à l'exil du Docteur.

## Apparitions dans la série

### À la télévision
- 1970 : Saison 7 de Doctor Who
- 1971 : Saison 8 de Doctor Who
- 1972 : Saison 9 de Doctor Who
- 1973 : Saison 10 de Doctor Who
- 1974 : Saison 11 de Doctor Who
- 1983 : The Five Doctors
- 1993 : Dimensions in Time
- 2013 : Le Nom du Docteur (image de synthèse)
- 2013 : Le Jour du Docteur (image de synthèse)